# Aglais victori
Aglais victori är en fjärilsart som beskrevs av Derenne 1926. Aglais victori ingår i släktet Aglais och familjen praktfjärilar. Inga underarter finns listade i Catalogue of Life.